# Erioptera (Meterioptera) thelema
Erioptera (Meterioptera) thelema is een tweevleugelige uit de familie steltmuggen (Limoniidae). De soort komt voor in het Australaziatisch gebied.